# Llista de jugadors d'escacs de l'Azerbaidjan
Aquesta llista mostra els Grans Mestres, Grans Mestres Femenines, Mestres Internacionals, Mestres Internacionals Femenines i altres jugadors d'escacs notables de l'Azerbaidjan segons la llista d'Elo de la Federació Internacional d'Escacs (FIDE) d'octubre de 2016.

## Grans Mestres
- Fərid Abbasov
- Cəmil Ağamalıyev
- Cahangir Ağarəhimov
- Rəşad Babayev
- Rüfət Bağırov
- Vüqar Həşimov (mort)
- Aydın Hüseynov (mort)
- Qədir Hüseynov
- Rəsul İbrahimov
- Elmar Məhərrəmov
- Nicat Məmmədov
- Rauf Məmmədov
- Şəhriyar Məmmədyarov
- Azər Mirzəyev
- Arkadij Naiditsch
- Namiq Quliyev
- Sərxan Quliyev
- Teymur Rəcəbov
- Eltac Səfərli

## Mestres Internacionals
- Nicat Abasov
- Orxan Abdulov
- Kamal Ağayev
- Nicat Ağayev
- Anar Allahveridyev
- Talib Babayev
- İlqar Bacarani
- Sənan Dövlətov
- Vasif Durarbəyli
- Rauf Hacılı
- Elmir Hüseynov
- Misrəddin İsgəndərov
- İzzət Kənan
- Cavad Məhərrəmzadə
- Ayaz Məmmədov
- Rəhim Qasımov
- Loğman Quliyev
- Vüqar Rəsulov
- Bəhruz Rzayev
- Ülvi Sadıqov
- Fikrət Sideifzadə
- Asif Yəqubi
- Məhəmməd Zülfüqarlı

## Grans Mestres Femenines
- Elmira Əliyeva
- Ağasıyeva Fidan
- Məmmədova Gülnar
- Xəyalə İsgəndərova
- Gülnar Məmmədova
- Türkan Məmmədyarova
- Zeynəb Məmmədyarova
- Günay Məmmədzadə
- Kazımova Nərmin
- İsmayılova Pərvanə
- İlahə Qədimova
- Aynur Sofiyeva
- Nərgiz Umudova

## Mestres Internacionals Femenines
- Nərmin Məmmədova